# Nebetah
Nebetah – jedna z córek faraona Amenhotepa III i królowej Teje, młodsza siostra faraona-heretyka Echnatona pochodząca z XVIII dynastii.
Imię Nebetah znaczy „Pani Pałacu” i podobnie jak w przypadku jej siostry Henuttaneb było niekiedy używane jako synonim słowa „królowa”. Prawdopodobnie była najmłodszą córką królewskiej pary, ponieważ nie pojawiała się do pewnego czasu na pomnikach ze swoimi rodzicami i starszymi siostrami oraz nie była wymieniana w inskrypcjach. Została ukazana na kolosalnej statui z Medinet Habu. Te ogromne siedmiometrowe rzeźby przedstawiają Amenhotepa III i Teje, siedzących obok siebie z trzema ze swoich córek stojącymi przed ich tronami – Henuttaneb, największy i najlepiej zachowany z posągów sióstr, znajduje się w środku, posąg Nebetah stoi z prawej, a ostatni, którego imię się zachowało, po lewej.
W odróżnieniu od swoich sióstr Sitamon i Iset nigdy nie została wyniesiona do rangi królowej, a jedyny jej tytuł, jaki się zachował do naszych czasów, to „Córka króla przezeń ukochana” (co było typowym tytułem egipskich księżniczek). To, wraz z krótką inskrypcją datowaną na wczesne lata panowania Echnatona, świadczy, że Nebetah przeżyła swojego ojca, jednak brak wzmianki o niej w listach z Amarny po rewolucji religijnej Echnatona dowodzi, że zmarła w młodym wieku.

Imię Nebetah w hieroglifach:
| nb · t | O11 | a · pr | B1 |

## Galeria obrazów

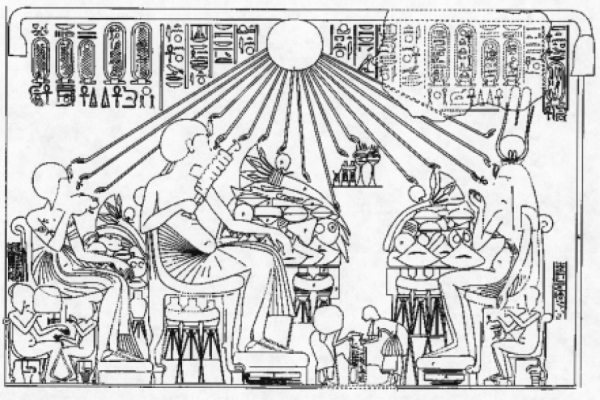
Córki Amenhotepa III z Echnatonem
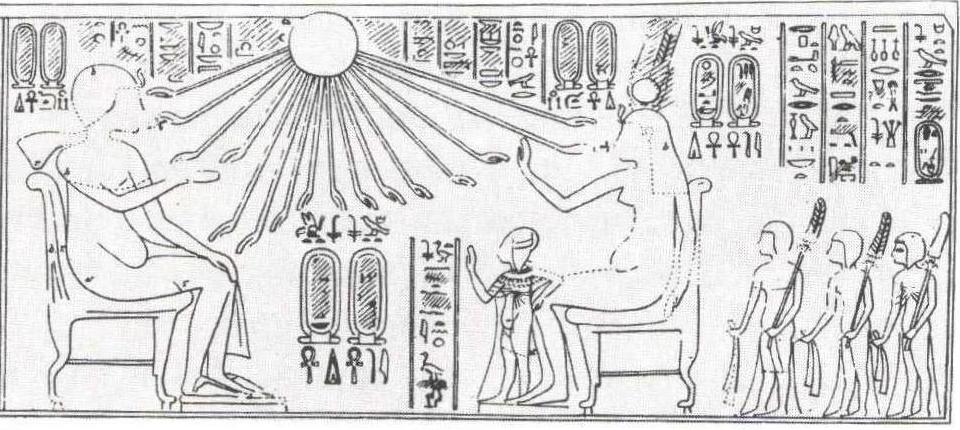
Rodzina Echnatona
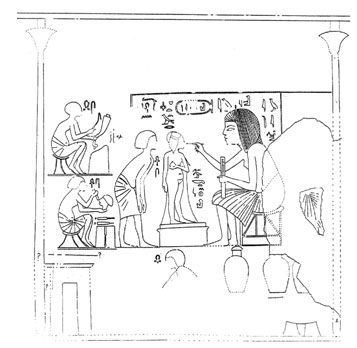
Królowa Teje z córkami
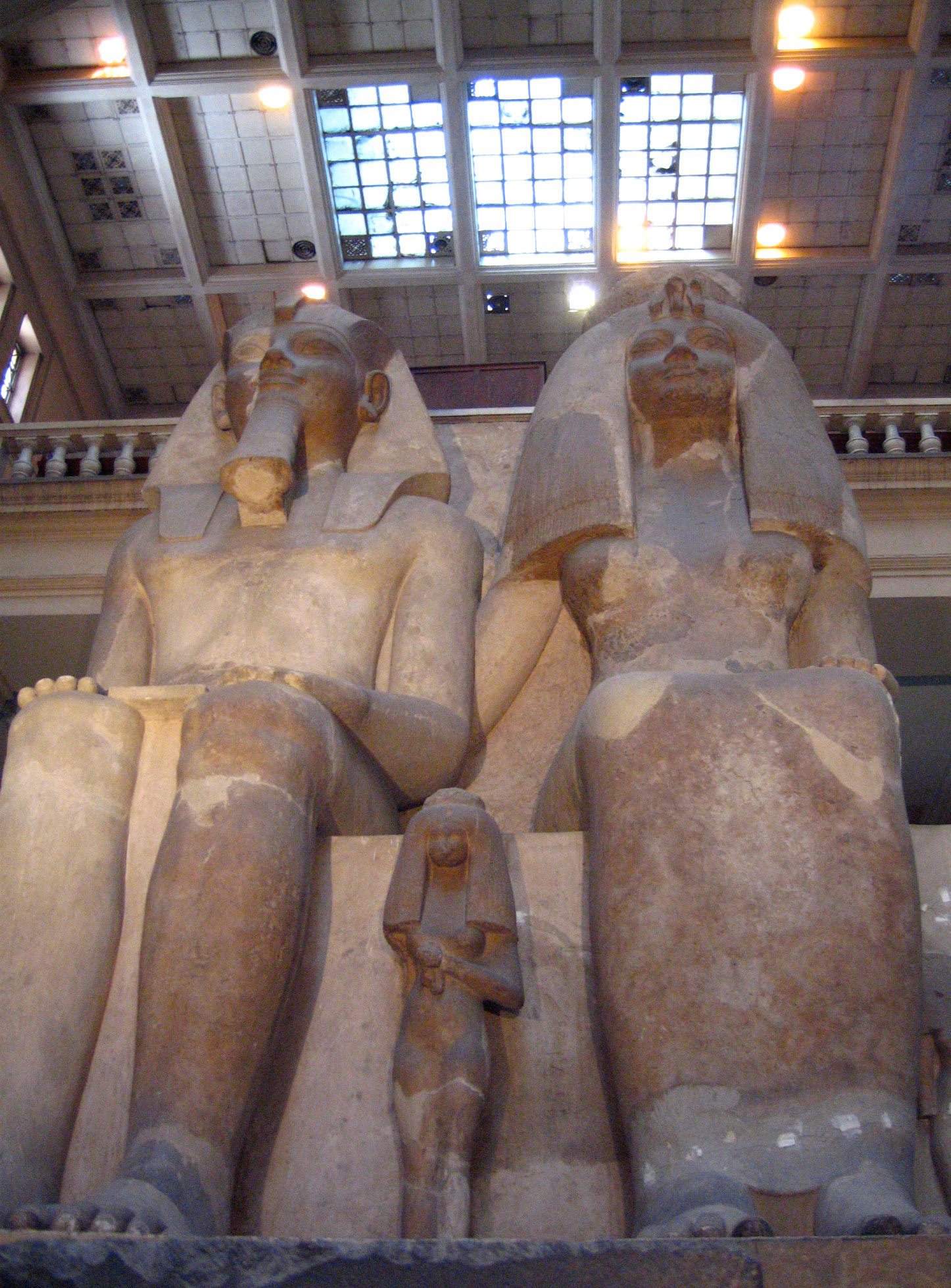
Posągi z Medinet Habu